# Richard Kurt Fischer
Richard Kurt Fischer (* 11. März 1913 in Götzis; † 13. Oktober 1999 in Innsbruck) war ein österreichischer Künstler.

## Leben
Richard Kurt Fischer besuchte von 1936 bis 1939 die Staatsgewerbeschule Innsbruck, leistete im Zweiten Weltkrieg Kriegsdienst und war anschließend in französischer Kriegsgefangenschaft. Von 1946 bis 1949 studierte er an der Hochschule für angewandte Kunst Wien unter anderem bei Eduard Bäumer und schloss mit dem Staatspreis ab. 1953/54 nahm er an der Internationalen Sommerakademie für Bildende Kunst in Salzburg unter Oskar Kokoschka teil. Er war als freischaffender Künstler in Innsbruck tätig und unternahm Studienreisen unter anderem nach Griechenland, in die Türkei, nach Finnland, Ägypten und Israel. Fischer schuf Ölbilder und Aquarelle sowie zahlreiche Kunstwerke (Mosaiken, Fresken, Gobelins) für öffentliche Gebäude und Kirchen. Häufig gestaltete er die Innenausstattung für von Clemens Holzmeister geplante Kirchen.

## Auszeichnungen
- Ehrenzeichen für Kunst und Kultur der Stadt Innsbruck, 1994[1]

## Werke

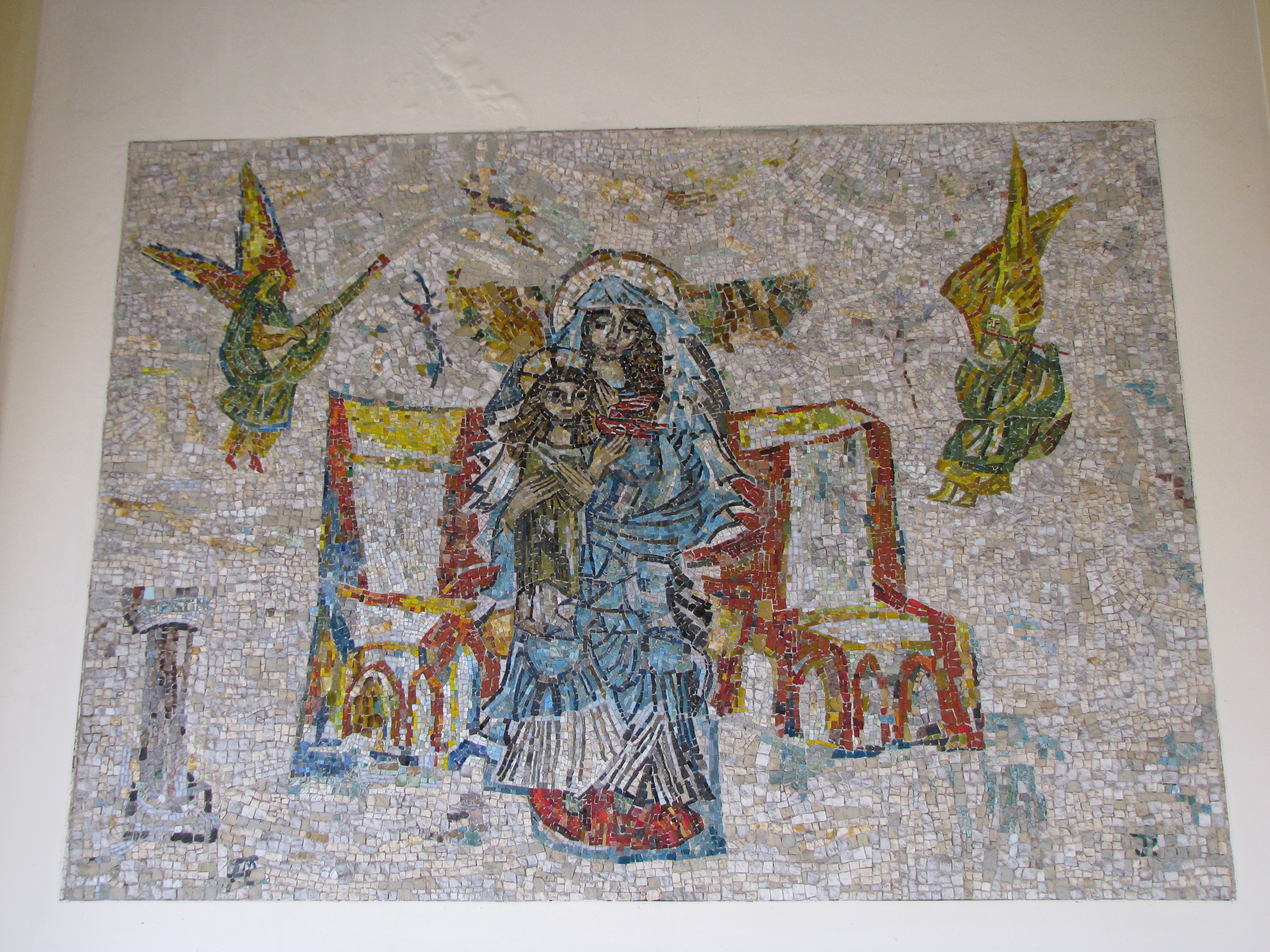
Mosaik Madonna mit Kind, Westfriedhof, Innsbruck

- Betonportale nach Entwürfen Oskar Kokoschkas, Parscher Pfarrkirche Zum Kostbaren Blut, Salzburg, um 1954/56
- Altarmosaik, Filialkirche Erpfendorf, um 1956/57[2]
- Mosaik Schutzmantelmadonna, BORG Innsbruck, 1958[3]
- Altarmosaik Christkönig, Katholische Pfarrkirche Gloggnitz, um 1960
- Mosaikboden mit Pferdeköpfen und drei Gobelins, Großes Festspielhaus, Salzburg, um 1960
- Mosaik Blütenformen, Foyer des Tiroler Landestheaters, Innsbruck, um 1965[4]
- Mosaik Welträtsel und Forschung, Treppenhaus im Hauptgebäude der Universität Innsbruck, 1970
- Altarmosaik Lebensquell, Pfarrkirche Allerheiligen, Innsbruck, 1977[5]
- Mosaik und Sgraffito, Friedhofskapelle, Waldfriedhof Mutters, 1982/83[6]
- Ausstattung, Kapelle zum Heiligen Welterlöser, Innsbruck-Arzl, 1991[7]